# علي أحمد شكري
علي أحمد شكري (مواليد القرن 19)، هو أحدُ كِبارِ المُترجِمينَ المِصريِّينَ في القرنِ العشرين، وكانتْ له عَلاقاتٌ جَيِّدةٌ مَعَ أعمدةِ السياسةِ المِصرِيِّينَ مِن أمثالِ «سعد باشا زغلول»، وقد تَولَّى مَنصبَ «مُديرِ المَركزِ الدوليِّ للتَّرجَمة».

## من أعماله
الف الراحل عديد من الكتب منها:
- كتاب: «حقيقة الحرب العالمية، افشاءات واعترافات خطيرة» (ترجمة) سنة 1922.
- كتاب: «الاتِّجاهُ السِّياسيُّ لمِصرَ في عَهدِ مُحمَّد علي مُؤسِّسِ مِصرَ الحديثة» (ترجمة).
- كتاب: «تاريخ مصر من عهد المماليك إلى نهاية حكم إسماعيل» (ترجمة).
- كتاب: «تاريخُ مِصرَ قَبلَ الاحتلالِ البريطانيِّ وبَعدَه» (ترجمة).
- كتاب: «مُذكِّراتُ جمال باشا» (ترجمة) 1923م.
- كتاب: «مذكرات لورد غراي : وثيقة الحرب العالمية الكبرى» (ترجمة) 1929.

## وصلات خارجية
- ا